# Charles Hannick
Charles Louis Hannick (Gent, 15 oktober 1867 - 24 december 1944) was een Belgisch senator.

## Levensloop
Hannick werd geboren in een arbeidersgezin. Heel jong werd hij vlasbewerker in de Gentse fabriek La Gantoise. 
Hij maakte kennis met het socialisme en sloot aan bij de textielvakbond en bij de Belgische Werkliedenpartij (BWP). In 1893 werd hij bij La Gantoise ontslagen, nadat hij had deelgenomen aan de algemene staking voor algemeen stemrecht. Hij sloot vervolgens aan bij de coöperatie Vooruit (1895) en begon een loopbaan als bediende in de Gentse socialistische en coöperatieve beweging. Hij werkte ook als verslaggever en redacteur van de Vooruit. In de Gentse textielbond werd hij bestuurslid en in 1910 hulpsecretaris. 
In 1912 werd hij tot een van de vijf eerste socialistische provincieraadsleden van Oost-Vlaanderen verkozen en vervulde dit mandaat tot 1922. In 1921 werd hij verkozen tot gemeenteraadslid van Gent, een mandaat dat hij vervulde tot in 1932. 
Hannick werd in 1922 socialistisch senator voor het arrondissement Gent als opvolger van de overleden Emile Coppieters. Hij vervulde dit mandaat tot in 1932. Al deze jaren bleef Hannick actief in de Textielarbeiderscentrale (TACB). 
In 1933 werd Hannick secretaris van de Vlaamse Gewestelijke textielcentrale, in opvolging van Jan Samijn. Hij was ook bestuurslid van de socialistische ziekenkas Bond Moyson.